# Milesia bunneonigra
Milesia bunneonigra är en tvåvingeart som beskrevs av Heikki Hippa 1990. Milesia bunneonigra ingår i släktet Milesia och familjen blomflugor. Inga underarter finns listade i Catalogue of Life.